# جاسوسان اتمی

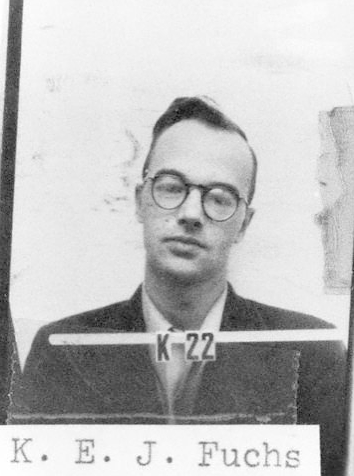
کلاوس فوکس، مسلماً مهمترین جاسوس اتمی شناسایی شده در دسترسی گسترده به داده‌های علمی سطح بالا و توانایی درک آن براساس تجارب فنی است.

جاسوسان اتمی افرادی شناخته شده در ایالات متحده، انگلستان و کانادا بودند که در طول جنگ جهانی دوم و اوایل جنگ سرد، به‌طور غیرقانونی اطلاعات مربوط به سلاح‌های اتمی را به اتحاد جماهیر شوروی منتقل می‌کردند. از جزئیات دقیق این اطلاعات خبر معتبری در دست نیست. اینکه آیا همه افراد نام برده دراین لیست، به راستی عامل انتقال اطلاعات بوده‌اند نیز مورد بحث است. برخی از شاهدان جرم، یا متهمان دستگیر شده، اظهارات یا اعترافات اولیه خود را پس گرفته یا تغییر داده‌اند. ظاهراً این پرونده‌ها بسیار معتبر بوده‌اند؛ اما وقتی خبرنگاران، خواستار انتشار عمومی مدارک مربوط شدند، دولت ایالات متحده آمریکا قاطعانه مانع آن شد. آن‌چه وجود فعالیت جاسوسی در زمینه سلاح هسته‌ای را ثابت می‌کرد، اطلاعاتی بود که از طریق پروژه ونونا حاصل شده بود. تحت این پروژه گزارش‌های محرمانه‌ای که در طول جنگ جهانی دوم، به شوری ارسال شده بود؛ ردیابی و رمز گشایی شدند. در همین گزارش‌ها، هویت چند نفر که به احتمال زیاد، اطلاعات مربوط به سلاح‌های اتمی را در اختیار شوروی‌ها قرار داده بودند برملا شد؛ اما هویت دقیق گروه دیگری از آن‌ها هرگز شناسایی نشد. مدارک به دست آمده از این پروژه، گاه در اختیار دولت آمریکا قرار گرفت؛ اما به علت سطح بالای محرمانه‌ای که این مدارک دارا بودند، در دادگاه‌های مربوط که در سال‌های ۱۹۵۰ تشکیل شد، قابل استناد و استفاده نبودند. ضمن اینکه اطلاعاتی که بعد از فروپاشی اتحاد جماهیر شوروی به بیرون درز کرد به مراتب بیشتر از اطلاعاتی بود که پروژه ونونا تا قبل از آن در اختیار خبرنگاران گذاشته بود.

## اهمیت
قبل از جنگ جهانی دوم، نظریه شکافت هسته اتم، منجر به بحث و گفتگویی شدید، در میان فیزیکدانان برجسته، در سراسر جهان شد. بعداً دانشمندان اتحاد جماهیر شوروی به دلیل پیشرفت و مشارکت در درک ماهیت هستهٔ اتم شناخته شدند. چندین جایزه نوبل به دانشمندان هسته ای شوروی تعلق گرفت. دانشمندان اتحاد جماهیر شوروی مانند ایگور کورچاتوف، لو لانداو و کیریل سینلنیکوف جایزه سینلنیکوف برای کارهای برجسته در زمینه فیزیک به نام وی نامگذاری شده‌است. در ایجاد ایده و اثبات قابل تقسیم بودن اتم مشارکت کردند. با اینکه پروژه منهتن که توسط ایالات متحده، در طول جنگ تعقیب می‌شد با مشکلات جدی روبرو شده بود؛ اما به‌ندرت کسی، خارج از دنیای فیزیک، اهمیت مشارکت اتحاد جماهیر شوروی را درک کرده و از لزوم آن حرفی بمیان می‌آورد. طبق داده‌های منابع متعدد، در آن زمان بیشتر از پیش آشکار شده بود که اتم می‌تواند منابع انرژی بسیار جدید و قدرتمندی را تأمین کرده و در آینده، برای رسیدن به اهداف نظامی مورد استفاده قرار گیرد.
در اظهار نظرهای ثبت شده، فیزیکدانان از عدم توانایی خود در دستیابی به هر نوع کاربرد عملی از اکتشافات اتمی ابراز تاسف کردند. به تصور نظرپردازان، ایجاد یک سلاح اتمی غیر عملی بود. طبق تجزیه وتحلیل و نتیجه‌گیری یک  کمیته مشترکِ کنگره ایالات متحده، گرچه دانشمندان می‌توانستند برای اولین بار هسته اتم را شکاف دهند، اما آنها فاقد انگیزه، بودجه، توانایی مهندسی، رهبری و در نهایت توانایی انجام این کار بودند. عهده‌دار شدن چنین مسئولیتی برای آنها خارج از ابعاد قابل تصور است. ضمن آنکه مخارج و نیازهای فناوری چنین هدفی خارج از حدود معقول است.
به اصرار آلبرت انیشتین و لئو زیلارد در نامه خود در تاریخ ۲ اوت ۱۹۳۹، ایالات متحده - با همکاری انگلیس و کانادا - اهمیت بالقوه یک بمب اتمی را تشخیص داد. آنها برای دستیابی به وسیله ای قابل استفاده در سال ۱۹۴۲ شروع به کار کردند. برآوردها نشان می‌دهد که طی تلاش برای ایجاد بمب اتمی، سرمایه‌گذاری ۲ میلیارد دلاری، ۸۶۰۰۰ تنی نقره و ۲۴۰۰۰ کارگر ماهر، مرحله تحقیق و توسعه پروژه را تأمین کرده‌است. این کارگران ماهر شامل افراد برای نگهداری و بهره‌برداری از ماشین آلات لازم برای تحقیق بودند. بزرگترین تأسیسات غربی دارای پانصد دانشمند بود که روی این پروژه کار می‌کردند و همچنین یک تیم پنجاه نفری برای استخراج معادلات آبشار نوترون‌های مورد نیاز برای هدایت واکنش، کار می‌کردند. برنامه جدید و معادل شوروی کاملاً متفاوت بود: این برنامه شامل پنجاه دانشمند و دو ریاضیدان بود که می‌خواستند معادلات آبشار ذرات را بسازند. تحقیق و توسعه تکنیک‌های تولید اورانیوم و پلوتونیوم به اندازه کافی غنی شده از حوصله و تلاش گروه شوروی خارج بود. دانش فنون و راه بردهایی که برنامه‌های متفقین به کار می‌برد و جاسوسی شوروی به‌دست می‌آورد، ممکن است در توسعه سریع بمب شوروی پس از جنگ نقش داشته باشد.
تحقیق و توسعه روشهای مناسب برای  آلایش و جداسازی ایزوتوپ‌های فعال که برای ایجاد کلاهک هسته ای مورد نیاز بود، سالها به طول انجامید و منابع زیادی را مصرف کرد. ایالات متحده و انگلیس بهترین دانشمندان خود را وقف این امر کردند و سه شاخه ساختند که هرکدام از آنها روش استخراج ایزوتوپ متفاوتی دارند. . برنامه متفقین تصمیم گرفت از استخراج گازی برای به دست آوردن اورانیوم خالص لازم برای یک انفجار اتمی استفاده کند. . با استفاده از این روش مقادیر زیادی سنگ اورانیوم و سایر مواد نادر مانند گرافیت برای تصفیه موفقیت‌آمیز ایزوتوپ U-235 لازم بود. مقادیر مورد نیاز برای توسعه، فراتر از محدوده و اختیارات برنامه شوروی بود.
اتحاد جماهیر شوروی در آغاز مسابقه تسلیحات هسته ای، معادن طبیعی سنگ معدن اورانیوم نداشت. کمبود مواد؛ انجام تحقیقات جدید یا ترسیم مسیری روشن، برای دستیابی به سوخت مورد نیاز را برای آنها بسیار دشوار کرده بود. دانشمندان اتحاد جماهیر شوروی از دشواری تولید ارزان سوخت اورانیوم ناامید شده و تکنیک‌های صنعتی خود را برای تصفیه ناکافی و ضعیف دانستند. در نهایت استفاده از اطلاعات سرقتی از پروژه منهتن این مشکل را برطرف کرد. بدون چنین اطلاعاتی، رفع مشکلات تیم اتمی اتحاد جماهیر شوروی سالها به طول انجامیده بود و این امر بر تولید سلاح اتمی شوروی تأثیر بسزایی داشته‌است.
برخی از مورخان بر این باورند که اتحاد جماهیر شوروی با اطلاعات جاسوسی و یافته‌های فنی که موفق شد از پروژه منهتن به‌دست آورد، جهش‌های بزرگی را در برنامه اتمی خود داشت. هنگامی که شوروی از برنامه‌های آمریکا برای تولید بمب اتمی، در طول دهه ۱۹۴۰ آگاه شد، شروع به استخدام جاسوس، برای به دست آوردن اطلاعات کرد. مسکو اطلاعات بسیار ویژه ای را از سلولهای اطلاعاتی خود در آمریکا جویا شد و خواستار کسب اطلاعات در مورد چگونگی پیشرفت پروژه متفقین گشت. مسکو همچنین به شدت به روشهایی که برای جداسازی U-235 و انفجار آزمایشی استفاده می‌شد و نیز اینکه کدام تجهیزات برای اعمال این روشها بکار گرفته می‌شد، علاقه داشت.
اتحاد جماهیر شوروی به جاسوسانی نیاز داشت که دارای پوشش امنیتی کافی باشند تا بتوانند به اطلاعات محرمانه در پروژه منهتن دسترسی یابند و نیز بتوانند آنچه که می‌دزدند را خود درک و تفسیر کنند. مسکو همچنین به جاسوسان وفاداری نیاز داشت که به اهداف کمونیستی اعتقاد داشته باشند و اطلاعات دقیق ارائه دهند. تئودور هال جاسوسی بود که در زمینه تولید بمب پلوتونیوم آمریکا در ژاپن کار کرده بود. هال مشخصات بمبی را که بر روی ناگازاکی انداخته شده ارائه داد. این اطلاعات به دانشمندان اتحاد جماهیر شوروی اجازه می‌داد تا نگاهی دست اول به راه اندازی یک سلاح اتمی موفق ساخته شده تحت پروژه منهتن داشته باشند.
مؤثرترین جاسوس اتمی کلاوس فوکس بود. وی، فیزیکدان انگلیسی متولد آلمان، برای کار در پروژه اتمی به ایالات متحده رفت و یکی از دانشمندان برجسته آن شد. فوکس در حالی که هنوز دانشجوی آلمان بود، در سال۱۹۳۲ به عضویت حزب کمونیست درآمده بود. در آغاز رایش سوم در سال ۱۹۳۳، او به انگلیس گریخت. کلاوس فوکس سرانجام به یکی از فیزیکدانان برجسته هسته ای در برنامه انگلیس تبدیل شد. در سال ۱۹۴۳ برای همکاری در پروژه منهتن به ایالات متحده مهاجرت کرد. به دلیل موقعیت فوکس در برنامه اتمی، وی به بیشتر مطالب مورد نظر مسکو دسترسی داشت. او همچنین قادر به تفسیر و درک اطلاعاتی بود که می‌دزدید، و این امر او را به منبعی بی بدیل تبدیل کرد. کلاوس فوکس اطلاعات دقیق در مورد فرایند جداسازی در حالت گاز را در اختیار شوروی قرار داد. وی همچنین مشخصات مربوط به محموله بار، محاسبات و روابط تنظیم واکنش شکافت و نمودارهای آزمایشگاه‌های تولید ایزوتوپ‌های مورد نیاز، برای ساخت سلاح اتمی را ارائه داد. این اطلاعات به گروه کوچک و فقیر شوروی کمک کرد تا به انفجار موفق اولین بمب اتم غیر آمریکایی نزدیک شوند.
برنامه هسته ای شوروی سرانجام می‌توانست بدون کمک خارجی، سلاح هسته ای تولید کند. اما آنها با درس گرفتن از خطاهای پر خرج آمریکا، از طریق اطلاعات جاسوسی، متحمل هزینه هنگفتی که آمریکا برای دستیابی به سلاح هسته ای پرداخته بود، نشدند. این دلیلی بود که در طول محاکمات جنگ سرد، ایالات متحده بر اهمیت جاسوسی اعتراف و تأکید کرد.

## چند نمونه

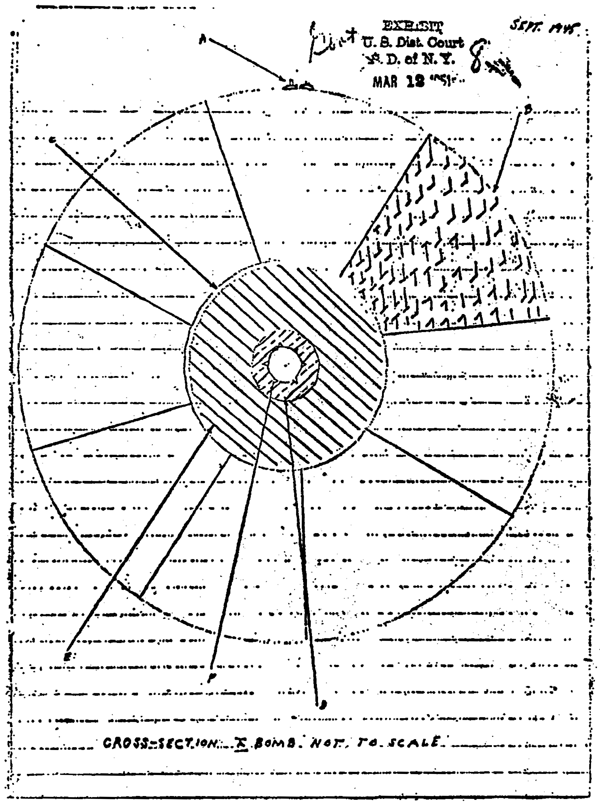
دولت آمریکا در دادخواست علیه گرینگلاس، به تصویری که توسط او رسم شده بود، استناد کرد.

- روزنامه پراودا چاپ مسکو در مقاله ای در مورد موریس کوهن، جاسوس آمریکایی شیفتهٔ شوروی نوشت: «به لطف موریس کوهن، دانشمندان هسته ای شوروی انبوهی از اسناد و مدارک فنی را مستقیماً از آزمایشگاه مخفی در لوس آلاموس دریافت کرده‌اند.»
- موریس کوهن و همسرش، لونا هشت سال از عمر خود را در زندان گذراندند و این تازه کمتر از نیمی از مجازات محکومیت آنها بود. وی و همسرش در یک تبادل زندانی با اتحاد جماهیر شوروی قبل از موعد آزاد شدند. موریس کوهن هرگز نام یک دانشمند آمریکایی که به او در به‌دست آوردن اسرار محرمانه اتمی کمک کرده بود، فاش نکرد و این راز را با خود به گور برد.
- هری گلد - یک آمریکایی اعتراف کرد که به عنوان پیک دیوید گرینگلاس و کلاوس فوکس عمل کرده‌است. در سال ۱۹۵۱، هری گلد، به سی سال زندان محکوم شد. وی پس از گذراندن کمی بیش از نیمی از دوران محکومیت خود، در ماه مه ۱۹۶۶ به‌صورت مشروط آزاد شد. سپس وی به فیلادلفیا بازگشت و در آنجا به عنوان کارشناس شیمی در یک بیمارستان مشغول به کار شد.
- دیوید گرینگلاس - یک ماشینکار ساده آمریکایی در لوس آلاموس در طول پروژه منهتن بود. گرینگلاس اعتراف کرد که او در طول جنگ جهانی دوم نقشه‌های خام آزمایش‌های انجام شده را به روس‌ها داده‌است. او برخی از جنبه‌های شهادت خود را علیه خواهرش، ایتل و برادر همسرش جولیوس روزنبرگ، که گفته بود در تلاش برای محافظت از همسر خود روت، از پیگرد قانونی بوده، پس گرفت. گرینگلاس به ۱۵ سال زندان محکوم شد، اما پس از ۱۰ سال که در زندان بود. قبل از موعد آزاد شد و به همسرش پیوست.
- تئودور هال، جوانترین فیزیکدان لس آلاموس بود. وی شرح مفصلی از بمب پلوتونیوم مرد چاق و چندین فرایند تصفیه پلوتونیوم را به سازمان اطلاعات شوروی ارائه داد. پس از آن به انگلستان نقل مکان کرد. هویت وی به عنوان جاسوس، تا اواخر قرن بیستم فاش نشد. او هرگز به جرم جاسوسی محاکمه نشد، هرچند که سالها بعد در برابر خبرنگاران و خانواده اش اعتراف کرد.
- جرج کووال- پسر آمریکایی متولد یک خانواده مهاجر بلاروسی بود که به اتحاد جماهیر شوروی بازگشت. وی توسط ارتش سرخ جذب شده و در سازمان اطلاعات شوروی (GRU) استخدام شد. وی در ارتش ایالات متحده نفوذ کرد و به عنوان یک افسر بهداشت و ایمنی  مواد رادیو اکتیو در (SED)[پ] مشغول به کارشد. وی با نام مستعار دلمار اطلاعاتی را از آزمایشگاه ملی اوک ریج و پروژه دیتون در مورد مورد چاشنی اورچین که در بمب پلوتونیوم مرد چاق استفاده شده بود؛ به دست آورد. فعالیت وی تا سال ۲۰۰۷ برای غرب ناشناخته بود، تا زمانی که وی پس از مرگ، توسط ولادیمیر پوتین به عنوان قهرمان فدراسیون روسیه تجلیل شد.